# Scolothrips longicornis
Scolothrips longicornis är en insektsart som beskrevs av Hermann Priesner 1926. Scolothrips longicornis ingår i släktet Scolothrips och familjen smaltripsar. Inga underarter finns listade i Catalogue of Life.